# Petru Cimpoeșu
Petru Cimpoeșu (n. 20 ianuarie 1952, Vaslui) este un prozator român contemporan.

## Biografie
Este fiul Aureliei (n. Lazăr) și al lui Sterea Cimpoeșu. În 1971 a absolvit cursurile Liceul Teoretic „Mihail Kogălniceanu” din Vaslui și s-a înscris la Institutul de Petrol, Gaze și Geologie din București (transferat ulterior la Ploiești, sub denumirea Institutul de Petrol și Gaze) pe care l-a terminat în 1976. A lucrat ca inginer petrolist pe mai multe șantiere din zona Moinești, până în 1980, când a devenit profesor la Liceul „George Bacovia” din Bacău, unde a predat obiectele tehnice. După căderea regimului comunist, a fost pentru scurt timp director al Centrului Cultural Herestrău (Palatul Elisabeta) din București, revenind ulterior în Bacău, ca director al Centrului de Librării. A mai lucrat ca jurnalist, secretar de redacție sau redactor-șef la gazete locale (Moldova, Pur și simplu, Monitorul de Vaslui). Între 1992 și 1996 a fost directorul Teatrului de animație din Bacău, iar între anii 1998-2006 a fost angajat al companiei PETROM. În prezent este director al Direcției Județene pentru Cultură, Culte și Patrimoniul Cultural Național Bacău. Scriitor optzecist, este unul dintre prozatorii de primă linie ai ultimilor ani. 

## Volume
- Amintiri din provincie (1983), distins cu Premiul Asociației Scriitorilor din Iași
- Firesc (1985)[2]
- Erou fără voie (1994), Premiul Asociației Scriitorilor din Iași
- Un regat pentru o muscă (1995)
- Povestea Marelui Brigand (2000), Editura Dacia, reeditat la Editura Polirom[3]
- Simion liftnicul. Roman cu îngeri și moldoveni, apărut la Editura Compania în 2001 și reeditat în 2007, Editura Polirom[4][5] (Premiul revistei Cuvântul, Premiul pentru proză al Uniunii Scriitorilor din România; Premiul Magnesia Litera - cartea anului în Cehia și cea mai bună traducere în limba cehă a unei cărți străine)
- Christina Domestica și Vânătorii de suflete, apărut la Editura Humanitas, în 2006 (Premiul pentru proză al revistei „Observator cultural” pe anul 2006; Premiul pentru proză USR - 2006; Premiul național de proză „Ziarul de Iași” – 2006)[6]
- Nouă proze vechi. Ficțiuni ilicite, povestiri, Editura Polirom, 2008 [7][8]
- Celălalt Simion, roman, Polirom, 2015[9]